# Ichirō Nagai
Ichirō Nagai (永井 一郎 Nagai Ichirō?) (10 de mayo de 1931 - 27 de enero de 2014) fue un reconocido seiyū de Ikeda, Prefectura de Osaka. Trabajó para las agencias Tokyo Actor's Consumer's Cooperative Society y Aoni Production.
Murió el 27 de enero de 2014 en Hiroshima, Prefectura de Hiroshima, por insuficiencia cardíaca.

## Carrera
Nagai interpretó a Konaki Jijii de GeGeGe no Kitarō, un viejo yōkai cómico y distraído que ataca a los enemigos aferrándose a ellos y convirtiéndose en piedra, aumentando inmensamente su peso y masa y fijándolos entre los años 60 y 80 junto a Masako Nozawa y Keiko Toda (Kitaro), Isamu Tanonaka (Medama oyaji), Chikao Ōtsuka y Kei Tomiyama (Nezumi-Otoko), Nana Yamaguchi, Yūko Mita (Neko Musume), Yoko Ogushi, Keiko Yamamoto (Sunakake Baba), Yonehiko Kitagawa, Kenji Utsumi y Yusaku Yara (Nurikabe) y Jōji Yanami, Keaton Yamada y Kōsei Tomita (Ittan Momen).
Nagai fue elegido como el personaje de Sazae-san, Namihei Isono, el padre de Sazae y patriarca de la familia en el anime de más larga duración en 1969 junto a las estrellas Midori Katō (Sazae), Miyoko Asō (Fune), hasta que Chafurin lo reemplazó después de su muerte.
Fue elegido en Urusei Yatsura como el monje errante Cherry en 1983 junto a sus coestrellas Toshio Furukawa (Ataru Moroboshi), Saeko Shimazu (Shinobu Miyake), Fumi Hirano (Lum) y Akira Kamiya (Shutaro Mendo).
Fue elegido en 1989 hasta 2008 en Ranma ½ como Happosai, el fundador y gran maestro de Musabetsu Kakutō Ryū. A menudo alterna entre su papel de un gran maestro villano a uno como un pervertido alegre, junto a las coestrellas Kappei Yamaguchi y Megumi Hayashibara (Ranma Saotome), Kenichi Ogata (Genma), Masako Ikeda (Nodoka), Noriko Hidaka (Akane Tendo), Miyoko Asō (Cologne), Hirotaka Suzuoki y Kōji Tsujitani (Tatewaki Kuno), Kōichi Yamadera (Ryoga Hibiki) y Hiromi Tsuru (Ukyo Kuonji).

## Roles de voz

### Anime
- Hajime no Ippo (Ginpachi Nekota)
- AIR (Venerable Chitoku)
- Akuma-kun (Dr. Faust)
- Araiguma Rascal (Gabriel Thurman)
- Space Battleship Yamato (Dr. Sakezo Sado, Hikozaemon Tokugawa)
- Urusei Yatsura 1981 (Sakuranbou/Cherry)
- Detective Conan (Jirōkichi Suzuki, primera voz)
- Steam Detectives (Glummy)
- Swiss Family Robinson (Morton)
- Mobile Suit Gundam (Narrador, Degwin Sodo Zabi)
- Mobile Suit Gundam ZZ (Narración)
- GeGeGe no Kitarou [Serie 1-3] (Konaki Jijii)
- Getter Robo Gou (Profesor Tachibana)
- Cyborg 009 1968 (Chang Changku/006)
- Cyborg 009 1979 (Odin)
- Sazae-san (Namihei Isono, Umihei Isono)
- Anpanman (Furudokei-san)
- The Doraemons (Director Teroadai)
- Entaku no Kishi Monogatari Moero Arthur (Héctor)
- Devilman (Alphonse)
- Dokonjō Gaeru (Profesor Machida)
- Dororon Enma-kun (Burarijii, Mizuki, abuelo de Tsutomu)
- Tatakae!! Ramenman (Chen Roushi, Narración)
- Dr. Slump and Arale-chan (Senbei's Grandpa)
- Dragon Ball (Tsuru-sen'nin, Karin)
- Dragon Ball Z (Karin [Primera voz])
- Bikkuriman (Shama Khan)
- Pokémon: Pocket Monsters (Profesor Nanba)
- Master Keaton (Taihei Hiraga)
- Conan, el niño del futuro (Dyce)
- Fist of the North Star (Habu)
- Moretsu Atarou 1969 (Batsugorou)
- Yawara! (Jingorou Inokuma)
- Ranma ½ (Happosai)
- Galaxy Express 999 (Tetsugorō Hoshino)
- Ghost Sweeper Mikami (Capitán Nagashima)
- Great Mazinger (Spectral General Hadias)
- Wansa-kun (Megane)
- Legend of the Galactic Heroes (Thomas von Stockhausen)
- Yamato 2520 (Shima)
- Record of Lodoss War (Narración)
- Arión (Lykaon)
- Nausicaä del Valle del Viento (Mito)
- Películas de Kinnikuman (Black King [TV especial], Satan King [Película 3])
- Vampire Hunter D (D's Left Hand)
- Lupin III: El castillo de Cagliostro (Jodo)
- Spiral: Suiri no Kizuna (Taniraizo Shiranaga)
- Haikara-san ga Tooru (Lt. Hanamura)
- Baoh (Dr. Kasuminome)
- Serie de Jak and Daxter (Samos the Sage)
- Monster (Julius Reichwein)
- Hunter × Hunter 2011 (Isaac Netero)
- Hyōka (Takezo Yoshida)
- El castillo en el cielo (General Shogun Mouro)
- Space Dandy (Anciano del restaurante de Phantom Ramen, papel final)
- InuYasha Kanketsu-hen (Yōreitaisei)
- Texhnolyze (Isogai)
- Ninja Scroll (Doujin)

### Roles de Doblaje
- Looney Tunes (Yosemite Sam [Primer voz])
- The Jetsons (Mr. Spacely)
- Hércules (Philoctetes)
- Jurassic Park (John Hammond)
- Serie de Star Wars (Yoda)
- Toy Story (Slinky)
- Harry Potter Series (Albus Dumbledore)

### Tokusatsu
- Himitsu Sentai Goranger (Baseball Mask)
- J.A.K.Q. Dengekitai (Devil Batter)
- Jūken Sentai Gekiranger (Maestro Sha-Fu)
- Kamen Rider G (Narrador)